# ديفيد دي سوزا
ديفيد دي سوزا الشهير باسم ديفيد (22 أكتوبر 1979

 في نوفا إغواكو) (بالإنجليزية: Deivid de Souza)‏ لاعب كرة قدم برازيلي يلعب حاليا لصالح نادي فلامنجو البرازيلي منذ 2010 في مركز المهاجم كا يجيد اللعب في مركزي الجناح الأيمن والوسط المهاجم .
لعب ديفيد في أندية نوفا إغواكو (1998-1999) جوينفيل (1999) سانتوس (1999-2001) كورنثيانز (2001-2003) كروزيرو (2003) بوردو الفرنسي (2003-2004) سانتوس مجددا (2004-2005) سبورتنغ لشبونة البرتغالي (2005-2006)فرنبخشه [ التركي ] (2006-2010).
ساهم ديفيد في تتويج نادي كورنثيانز ببطولة كأس البرازيل 2003 وبطولة ولاية ساو باولو 2003 كما ساهم في تتويج نادي سانتوس ببطولة دوري الدرجة الأولى 2004 كما ساهم في تتويج نادي فنرباخشه ببطولة الدوري السوبر موسم 2006/2007 وكأس السوبر التركي 2007 .

## روابط خارجية
- ديفيد دي سوزا على موقع اتحاد تركيا (لاعب) (الإنجليزية)
- ديفيد دي سوزا على موقع قاعدة بيانات كرة القدم.إي يو (الإنجليزية)
- ديفيد دي سوزا على موقع Soccerway.com (الإنجليزية)
- ديفيد دي سوزا على موقع عالم كرة القدم.نت (الإنجليزية)
- ديفيد دي سوزا على موقع كووورة